# Barret Puig
Barret Puig (Montevideo, 30 de setembre de 1933 - ibídem, 30 de juny de 2007) va ser un periodista, crític musical i professor de mitjans informatius uruguaià. Destaca per les seves àmplies contribucions a diaris nacionals i estrangers - entre ells, el diari argentí La Nación -, i per la seva participació i col·laboració en l'àmbit periodístic audiovisual.
Puig va néixer a Montevideo, al si d'una família d'origen català. Va iniciar la seva trajectòria com a locutor en les ràdios de Montevideo de Centenario, Oriental i Sur, i més tard ho faria a ràdio Carve. Així mateix, a partir de 1956, va formar part de l'equip de redacció de El Día. Cap a 1974 s'endinsaria al món de la música, exercint el paper de crític en aquesta disciplina per al diari Búsqueda.
La seva primera aparició en televisió va tenir lloc el 1961 amb el seu debut al canal 10 de Montevideo, on va conduir una gran varietat de programes i va integrar el planter informatiu de Subrayado.
El 1985 seria convocat per exercir la corresponsalia al diari argentí La Nación càrrec que va ocupar durant gairebé 15 anys.
També es va dedicar a la docència en l'àrea del periodisme i els mitjans informatius en l'UCM (Universidad Católica de Montevideo).
Va morir el 30 de juny de 2007, als 73 anys, com a conseqüència d'un vessament cerebral.